# Tauhoa
La ville de Tauhoa est une localité du district de Rodney dans l’Île du Nord de la Nouvelle-Zélande.

## Situation
La route State Highway 16/S H 16 (en) passe à travers la ville de 'Tauhoa', reliant la ville de Wellsford, située à 15 km vers le nord-est et celle de Glorit à 12 km vers le sud.
La rivière Te Pahi Stream s’écoule à travers cette zone et se jette dans le fleuve Tauhoa, qui se draine dans le sud du mouillage de Kaipara Harbour (en) vers l’ouest , .

## Histoire
Le bloc de Tauhoa, avec celui de ‘Hoteo’, comprenant ensemble 41 400 acres furent achetés au chef Māori:’Te Keene’ et à d’autres Maoris en mars 1867.
Les terres de Tauhoa furent d’abord offertes à la vente pour les colons en 1868, mais en 1875 certaines de ces terres étaient encore réservées pour de futures installations .
Mais de fait,certaines des surfaces, occupées par les colons en 1870 furent abandonnées dans les années1880 .

## Accès
Un chemin de fer opéra là durant les années 1880 pour transporter les troncs de kauri plus bas vers la rivière Te Pahi Stream, où des bateaux pouvaient les emmener au loin.
La barque nommée Mary Mildred fut échouée et coula dans le cours du fleuve Tauhoa avec un chargement de kauri.
Le petit steamer S.S. Mary Allen fut construit à Tauhoa et servit à transporter des marchandises entre la crique de Te Pahi et le nord au niveau du fleuve Wairoa au début des années 1880 .
Un Conseil des routes (Highway Board) fonctionna dans le secteur de 1876 à 1906 . Une route au nord de Port Albert fut décrite comme une "bonne route d’été" en 1880.
Vers 1886, une route au sud vers la ville de Kaukapakapa fut terminée et équipée d’un pont, mais restait impraticable en hiver. Une petite portion de la route au niveau de la ville de Tauhoa fut enrobée en 1899 .
A la fin de 1920, la route de Tauhoa jusqu’à la gare de Hoteo fut désignée comme une «highway», et recouverte de goudron.
Une autre route du secteur fut aussi en grande partie recouverte au milieu des années 1930 .

## Économie
Le ramassage de la gomme de kauri resta une occupation très active dans le secteur jusque vers les années 1910 .

## Éducation
L’école de ‘Tauhoa’ est une école primaire mixte allant de l'année 1 à 8 avec un taux de décile de 7 et un effectif de 53 élèves .
L’école a célébré son 125 e anniversaires en 2004 .